# Simfonia núm. 9 (Tubin)
La Simfonia núm. 9, la Sinfonia semplice, va ser composta per Eduard Tubin entre el setembre i el novembre de 1969 i va ser estrenada el 20 de novembre de 1971 a Estocolm per l'Orquestra Simfònica de la Ràdio Sueca sota la direcció de Stig Westerberg. Té una durada aproximada de 22 minuts.
El títol Sinfonia semplice segurament es pot interpretar com una necessitat de simplificar el seu llenguatge. Efectivament, aquesta obra és més accessible per als intèrprets, i potser més comprensible, si es compara amb les tres simfonies anteriors de Tubin, les quals es caracteritzaven per un estil intensament carregat i sovint angoixant. Amb la Novena Simfonia, Tubin sembla mostrar menys preocupació pel patiment, optant més aviat per un material temàtic més afinat, amable i millor organitzat. A més, l'orquestració es veu notablement reduïda, per exemple limitant la percussió només a les timbales.
En aquest sentit, aquest darrer període creatiu s'assembla a Sibelius, especialment la següent Desena Simfonia en un sol moviment, similar a la Setena de Sibelius.

## Moviments
la simfonia només consta de dos moviments:
- Adagio
- Adagio, lento

## Instrumentació
La Simfonia núm. 9 està escrita per a una orquestra gran estàndard, sense instruments doblats, concretament: 	2 flautes, 2 oboès, 2 clarinets, 2 fagots - 4 trompes, 2 trompetes, 3 trombons, timbales i cordes.